# Národní park Kahurangi
Národní park Kahurangi (anglicky Kahurangi National Park) je národní park v severozápadní oblasti novozélandského Jižního ostrova.
Par byl založen v roce 1996. S rozlohou 452 002 hektarů se jedná o druhý největší národní park Nového Zélandu. V některých částech je takřka nedotčen aktivitami člověka. Vedle unikátních rostlin se zde nachází i některé ohřožené druhy ptáků jako je kivi Haastův či pokřovník alpínský.